# Maria Popova

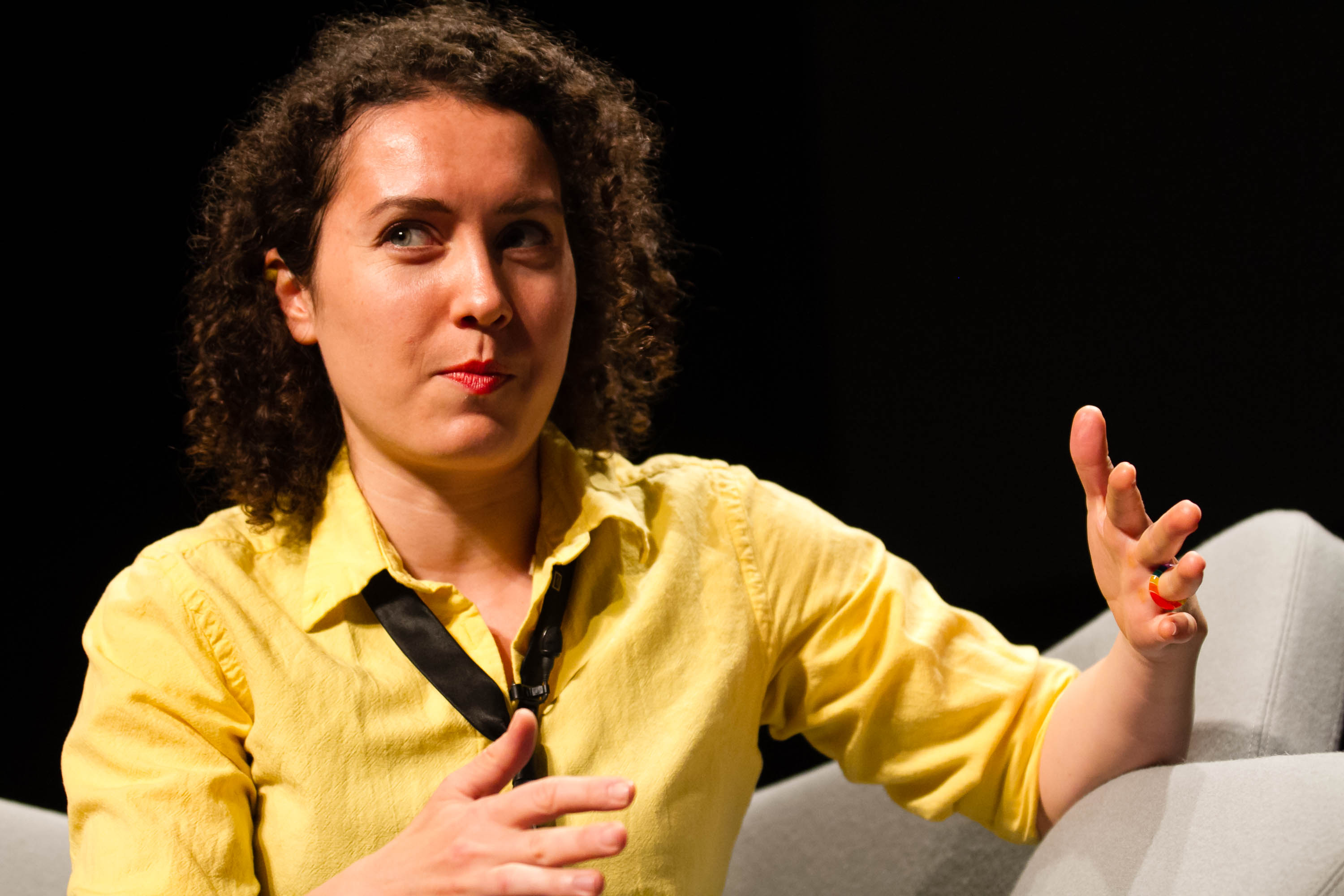
Maria Popova 2014 in San Francisco.

Maria Popova (* 28. Juli 1984 in Sofia, Bulgarien) ist eine in den USA wohnhafte Autorin, Intellektuelle und Kritikerin. Sie ist bekannt als Gründerin der Online-Plattform The Marginalian (ursprünglich: Brain Pickings). Daneben schreibt sie unter anderem für die New York Times, Wired und The Atlantic.

## Ausbildung und frühe Arbeit
Popova schloss 2003 die Mittelschule American College of Sofia in Bulgarien ab. Sie studierte an der University of Pennsylvania, wo sie einen Abschluss in Kommunikationswissenschaften erwarb. Popova bezahlte ihre Studiengebühren mit vier Teilzeitjobs, denen sie zusätzlich zu ihrem vollen Studienpensum nachkam: als Anzeigenvertreterin für die Universitätszeitung The Daily Pennsylvanian, als Praktikantin für einen lokalen Schriftsteller, als Werkstudentin am Anneberg Center for Performing Arts und als Mitarbeiterin einer kleinen Werbeagentur.

## Brain Pickings
Im Jahr 2005, als Popova in einer Werbeagentur arbeitete, bemerkte sie, dass ihre Mitarbeitenden Informationen aus der Werbebranche im Büro zirkulieren ließen, um sich inspirieren zu lassen. Popova war der Meinung, dass Kreativität durch Kontakt mit Informationen außerhalb der eigenen Branche besser angeregt werde. Dies veranlasste sie, regelmäßige E-Mails an ihre Mitarbeitenden zu schicken, die Dinge enthielten, die nichts mit Werbung zu tun hatten, aber ihrer Meinung nach sinnvoll, interessant oder wichtig waren.
Aufgrund der Beliebtheit der E-Mails glaubte Popova, dass es einen "intellektuellen Hunger nach dieser Art von disziplinen-übergreifender Neugier und selbstgesteuertem Lernen" gab. Was als Newsletter begann, ging im Jahr 2006 als Brain Pickings online und wurde 2012 in das permanente Webarchiv der Library of Congress aufgenommen. Popova beschreibt Brain Pickings als "Aufzeichnung meines eigenen Werdens als Person – intellektuell, kreativ, spirituell, poetisch –, die aus meinen ausgedehnten Marginalien auf der Suche nach Sinn in der Literatur, Wissenschaft, Kunst, Philosophie und den verschiedenen anderen Tentakeln des menschlichen Denkens und Fühlens entstanden ist".
Im Jahr 2012 verzeichnete Brain Pickings 1,2 Millionen Leser pro Monat und drei Millionen Seitenbesuche. Auf der Plattform wird keine Werbung ausgestrahlt. Die Inhalte von Brain Pickings werden über mehrere Newsletter verteilt. Popova unterhält daneben Social-Media-Accounts, wie Twitter-, Facebook- und Instagram-Seiten.

## Veröffentlichungen
Popova publizierte zwei Monografien: "Figuring" und "A Velocity of Being". 
"Figuring" (auf Deutsch als Findungen, 2020 bei Diogenes erschienen) wurde im April 2020 mit dem L.A. Times Book Prize in der Kategorie Science & Technology ausgezeichnet.
- mit Oxana Shevel: Russia and Ukraine: Entangled Histories, Diverging States. Polity, Oxford 2023, ISBN 978-1-5095-5736-3.

## Auszeichnungen
2012 wurde Popova von der Zeitschrift Forbes auf die "30 unter 30"-Liste in der Kategorie Medien gelistet. 2015 gewann sie den Shorty Awards als Beste Bloggerin in der Kategorie News & Media. Popovas Arbeit wurde auch in Publikationen wie der New York Times hervorgehoben.